# Apateu
Apateu (in ungherese Apáti) è un comune della Romania di 3 620 abitanti, ubicato nel distretto di Arad, nella regione storica della Transilvania. Dista 71 km dal capoluogo Arad.
Il comune è formato da un insieme di 3 villaggi: Apateu, Berechiu e Moțiori.

## Struttura Etnica
Secondo i risultati del censimento del 2002 la popolazione è così divisa dal punto di vista etnico: